# 社会システム科学
社会システム科学（しゃかいシステムかがく、英: Social Systems Science）は、学問の領域の1つ。広義には社会科学及びシステムを中心とする学問領域とされる。
この学問では、経済、組織、価値、生態系、社会集団など、ミクロからマクロまで様々な現象をシステムとしてとらえる。これら多様な対象をシステムとして分析するために科学的方法を行うこと、適用可能な一般理論を構築することを中心とする。
社会システム科学の学際的な役割は、システムに見られる法則性に基づき社会科学に見られる類型性に関心を持つことが特徴である。用途は経営学・環境・生産・情報・金融・リスク・生活その他を含めて多数の分野で見いだされる。

## 概要
社会システム科学は、社会学、社会科学などの分野と同意義に用いられることがあるが、対象をシステムとして分析するために科学的方法を行う点で他の分野とは異なる。社会システム科学が対象にする範囲は学際的であることから、その専門領域は幾つかの分野に分けて述べられることが多い。

## 関連分野
学問領域の分類の方法は様々であるが、例えば以下のように分類される。

### 社会システム科学一般
- 社会科学
- 社会システム理論
- オートポイエーシス

### 経営分野
- 経営学
- 経営工学
- 技術経営
- 科学的管理法
- 経営戦略論
- 経営管理論
- サービス科学
- 組織
- 原価計算
- パレート分析
- 会計学
- 産業社会学
- プロジェクトマネジメント
- アーンド・バリュー・マネジメント
- 数理経済学・経済工学

### 環境分野
- 環境アセスメント
- ライフサイクルアセスメント
- ライフサイクルコスト
- 循環型社会
- サーマルリサイクル
- 温室効果ガス
- 地球温暖化
- 砂漠緑化
- 環境負荷
- 環境経済学

### 生産分野
- 作業研究
- 生産技術
- 生産管理
- 品質管理
- 品質工学
- サプライチェーン・マネジメント
- ロジスティクス
- 生産計画
- ライン生産方式
- セル生産方式
- トヨタ生産方式
- ジャストインタイム生産システム
- 工場レイアウト

### 情報分野
- ITサービスマネジメント
- 意思決定
- オペレーションズ・リサーチ
- 経営システム工学
- ソフトウェア工学
- プログラミング言語
- オブジェクト指向プログラミング
- データベース
- オペレーティングシステム
- 経営情報システム
- 情報システム
- 意思決定支援システム
- エキスパートシステム
- システムダイナミクス
- システムズシンキング
- シミュレーション
- システム工学
- 計算機科学
- 情報理論
- 自然言語処理
- 認知科学
- 人工知能
- ソフトウェアエージェント
- データサイエンス

### 金融分野
- 金融工学
- 数理ファイナンス
- 行動ファイナンス理論
- 限定合理性
- 合意形成
- デリバティブ
- レバレッジ

### リスク分野
- リスクマネジメント
- リスクアセスメント
- リスク分析
- リスク・コミュニケーション
- プロスペクト理論

### 生活分野
- 生活科学
- 交通安全
- 食の安全
- 人間工学
- ユーザインタフェース
- 社会調査
- 社会統計学

### 基礎分野
- 科学
- 科学哲学
- システム
- 一般システム理論
- 数理論理学
- 集合論
- 離散数学
- グラフ理論
- 位相空間
- 抽象代数学
- 公理的集合論
- 証明論
- 形式意味論
- モデル理論
- 圏論
- モデリング
- オートマトン
- チューリングマシン
- 問題解決
- 理論計算機科学
- 計算理論
- ゲーム理論
- 測度論
- 確率論